# Gračanica (gmina)
Gračanica (serb. Грачаница, alb. Graçanicës) – gmina w Kosowie, w regionie Prisztina. Jej siedzibą jest miasto Gračanica.

## Demografia
W 2011 roku gmina liczyła 10 675 mieszkańców. Większość z nich stanowili etniczni Serbowie – 67,5%. Wymieniało się następujące grupy narodowościowe i etniczne:
1. Serbowie (7209)
2. Albańczycy (2474)
3. Romowie (745)
4. Ashkali (104)
5. Gorani (22)
6. Turcy (15)
7. Boszniacy (15)
8. Egipcjanie Bałkańscy (3)

## Polityka
W wyborach lokalnych przeprowadzonych w 2017 roku kandydaci Serbskiej Listy uzyskali 14 z 19 mandatów w radzie gminy. Frekwencja wyniosła 42%. Burmistrzem został Srđan Popović.